# Ott-Jakob Spanntechnik
Die Ott-Jakob Spanntechnik GmbH (Eigenschreibweise: OTT-JAKOB) ist im Bereich der Werkzeugmaschinentechnik tätig. Das Unternehmen produziert Werkzeugspannsysteme für Bearbeitungsmaschinen. Der Firmensitz befindet sich in Lengenwang im Landkreis Ostallgäu.

## Geschichte

Ott-Messflügel aus dem Jahr 1895 mit einem Porträt von Albert Ott in der rechten Bildecke unten

Nach seiner Ausbildung zum Feinmechaniker und dem Studium an der Polytechnischen Schule in München unter Professor Karl Maximilian von Bauernfeind arbeitete Albert Ott (1847–1895) aus Nesselwang bei Ertel & Sohn in München als Feinmechaniker. Dort lernte er unter anderem den Woltmanflügel zum Bestimmen fließender Wassermengen kennen. 1873 gründete er in Kempten in der Jägerstraße das Mathematisch-Mechanische Institut A. Ott. Von 1874 bis 1880 firmierte das Unternehmen unter „Ott & Coradi“, nachdem sein ehemaliger Arbeitskollege und spätere Schwager in den Betrieb mit eingestiegen war. Besonders profitierte das Unternehmen in den Anfangsjahren von Otts Freundschaft zu seinem früheren Professor von Bauernfeind, der selbst neukonstruierte Instrumente bei Ott fertigen ließ und in Fach- und Lehrbüchern besprach. Die Qualitätssicherung wurde durch Tests an Hochschulen gewährleistet. Das Unternehmen war bereits 1880 auf der Weltausstellung in Melbourne vertreten. 1881 erwarb Ott das Patent für den Bau von elektrischen hydrometrischen Flügeln von Professor Andreas Harlacher aus der Schweiz. Für die Weiterentwicklung zum Ott’schen Flügel und die Einbindung automatisierter Aufzeichnungsverfahren erhielt er auf der Messe in Braunschweig eine Auszeichnung. Auf der Weltausstellung in Chicago 1893 wurden die Ott’schen Instrumente mit einer Goldmedaille prämiert. Seine selbstregistrierenden Pegel wurden in Folge beispielsweise in den Schifffahrts- und Wasserwirtschaftsämtern eingesetzt.
1895 starb Albert Ott und sein jüngerer Bruder Max Otto leitete das Unternehmen bis zu seinem Tod im Jahr 1898. Ihm folgte der ehemalige Mitarbeiter Adolf Steis, der schon seit 1895 wieder in der Geschäftsleitung war. Er investierte in das Unternehmen, welches sich in Besitz von Albert Otts Witwe Anna sowie den beiden Söhnen Hermann und Ludwig befand. Am 1. April 1907 zog sich Anna Ott aus dem Familienunternehmen zurück und übergab an ihre Söhne, die gemeinsam mit Adolf Steis das Unternehmen leiteten. Hermann übernahm die Produktionsleitung und Ludwig die Entwicklungsabteilung. Adolf Steis nutzte seine guten Kontakte zur internationalen Wirtschaft und zu Forschungseinrichtungen und generierte einen Großteil der Aufträge. Während des Ersten Weltkrieges wurde die Produktion weitgehend auf Kriegswirtschaft umgestellt. 1919 zog sich Adolf Steis aus dem aktiven Geschäft zurück und die Firma war unter der Leitung der Brüder Hermann und Ludwig Ott wieder ein reiner Familienbetrieb. Als Vermächtnis stiftete Steis eine Pensionskasse nach dem Vorbild von Carl Zeiss. Mit dem Wiederaufbau in den 1920er Jahren wurde bei Ott wieder investiert und erweitert. So wurde der erste deutsche Messkanal in privater Hand zum eichen hydrometrischer Flügel erbaut. Die Wirtschaftskrise 1929 führte bei Ott zu einer Entlassungswelle. Von den 130 Mitarbeiter blieben bis 1932 nur noch 21 Lehrlinge, deren Meister und ein Hausmeister. Etwa zeitgleich übernahm Sigmund Ott die Geschäftsleitung von seinem Vater Ludwig Ott.
Mit der Machtergreifung durch die NSDAP nahmen die Aufträge aus dem Rüstungsbereich zu und die Belegschaft stieg zwischen 1938 und 1944 auf 700 Mitarbeiter an. 1942 trat Sigmund Ott, der Sohn von Ludwig Ott, als persönlich haftender Gesellschafter in das Unternehmen mit ein. Nach Kriegsende konnten die Werke binnen weniger Wochen ohne Treuhandverwaltung ihren Betrieb wieder aufnehmen. Im Verlauf des Jahres 1946 starben Ludwig und Sigmund Ott und der Ingenieur A. Landauer trat in das Unternehmen ein. Noch im gleichen Jahr konnten wieder Neuentwicklungen wie beispielsweise Hochleistung-Präzisionsmaschinen für die Textilindustrie auf den Markt gebracht werden. Es folgte die Entwicklung des Fahrzeitrechners Conzen-Ott für die Deutsche Bundesbahn, der 1952 in Serie ging und noch bis in die 1980er im Einsatz war, sowie eine grundlegende Modernisierung aller bekannten Ott-Instrumente. Ende 1958 verließ Hermann Ott die Geschäftsleitung und übergab seinen Platz an seinen Schwager Hans Neubeck. Zu diesem Zeitpunkt war das Werk auf sechs Produktionsstätten angewachsen. 1964 starben im Mai Hermann Ott und im September Hans Neubeck. Produktionsleitung, Entwicklungsabteilung sowie die kaufmännische Leitung wurden daraufhin auf Wilhelm Vahs und Peter Reill übertragen. In den Folgejahren wurden die Ott’schen Geräte kontinuierlich weiterentwickelt und um computerisierte Datenerfassung und Datenauswertung erweitert.
In den 1970er Jahren nahm der Konkurrenzdruck aus dem Ausland zu. Zum Ausgleich begann das Unternehmen zusätzlich mit der Herstellung von Werkzeugwechslern und Werkzeugspannsystemen. Zum 100-jährigen Betriebsjubiläum im Oktober 1973 waren genau 300 Mitarbeiter bei Ott beschäftigt. Etwa zu der Zeit trat der Ingenieur Helmut Heel in das Unternehmen ein. Im Oktober 1979 übernahm er die Ott Messtechnik GmbH & Co. KG von Margret Ott und ihrem Sohn Peter und änderte den Namen in Heel-Messtechnik GmbH. Der Produktionsbereich der Ott Maschinentechnik GmbH wurde nach Lengenwang verlegt. 1993 übernahm die Jakob GmbH die Ott Maschinentechnik und firmiert sie um in Ott-Jakob Spanntechnik GmbH. Die Heel Messtechnik wurde im selben Jahr von Heinrich Baur aufgekauft und ist heute Ott Hydromet.

## Historische Bedeutung
Mit ihrer Arbeit im Bereich der Integrieranlagen hat die Firma A. Ott die Entwicklung der Analogrechentechnik mitgeprägt. In Zusammenarbeit mit Alwin Walther und Wilfried de Beauclair entstand die Differentialgleichungsmaschine IPM-Ott. Komponenten hiervon befinden sich im Bestand des Deutschen Museums München.
Das Fahrzeitermittlungsgerät Conzen-Ott, das 1952 in Serie ging, wurde bis zum Aufkommen EDV-gestützter Verfahren von der Deutschen Bundesbahn zur Berechnung der Fahrzeiten von Schienenfahrzeugen eingesetzt.
Das Unternehmen war federführend an der Entwicklung der Werkzeugschnittstelle HSK (Hohlschaftkegel) beteiligt.

## Produkte
Das Unternehmen entwickelt und produziert Spannsysteme für das automatisierte und manuelle Spannen von Werkzeugen in Bearbeitungsmaschinen.